# Brachysteles
Brachysteles is een geslacht van wantsen uit de familie bloemwantsen (Anthocoridae). Het geslacht werd voor het eerst wetenschappelijk beschreven door Mulsant & Rey in 1852.

## Soorten
Het genus bevat de volgende soorten:

- Brachysteles espagnoli Ribes, 1984
- Brachysteles parvicornis (Costa, 1847)
- Brachysteles wollastoni White, 1880